# 黒井町
黒井町（くろいちょう）は、兵庫県氷上郡にあった町。現在の丹波市春日町の中心部にあたる。本項では町制前の名称である黒井村（くろいむら）についても述べる。

## 地理
- 山岳：向山、千丈寺山、城山
- 河川：黒井川

## 歴史
- 1889年（明治22年）4月1日 - 町村制の施行により、黒井村・野村・平松村・古河村（飛地を除く）・稲塚村（飛地を除く）および山田村・牛河内村・新才村の各飛地の区域をもって黒井村が発足。
- 1923年（大正12年）4月1日 - 黒井村が町制施行して黒井町となる。
- 1955年（昭和30年）3月20日 - 春日部村・大路村・国領村・船城村と合併して春日町が発足。同日黒井町廃止。

## 交通

### 鉄道路線
- 日本国有鉄道
  - 福知山線
    - 黒井駅

### 道路
- 国道175号

現在は旧村域に舞鶴若狭自動車道の春日インターチェンジの敷地の一部が所在するが、当時は未開通。

## 有名出身者
- 三崎省三